# 戴濂
戴濂（1530年—1591年），字希茂，號洛源、洛原，浙江處州府麗水縣人，軍籍，明朝政治人物。

## 生平
先世姓高，父戴鏜被戴氏收養为子，遂姓戴。戴濂生八月喪母，繼祖父憐愛之，为之授學。嘉靖三十七年（1558年）戊午科浙江鄉試第三十九名舉人。嘉靖四十一年（1562年）中式壬戌科會試第九十四名，三甲第七名進士。授行人，出使淮府，量移刑部主事，慮囚陕西，升山西司署郎中，出为官饶州府知府，萬曆元年（1573年）分校江西鄉試，同年入觐，调浔州府，因繼母單氏去世，回家奔喪。服闋，復除袁州府知府，不久称病辞官，時年五十一。萬曆十九年因病暴卒，年六十二。

## 家族
曾祖戴貞；祖父戴選，瀧水訓導；父戴鏜，號石溪，歲貢生，官松溪知縣。母楊氏；繼母單氏。